# Коберн-Таун
Коберн-Таун (англ. Cockburn Town, МФА: [ˈkoʊbərn]) — столиця британської заморської території Теркс і Кайкос. Містечко розташоване на острові Гранд-Терк.

## Клімат
Селище знаходиться у зоні, котра характеризується кліматом тропічних саван. Найтепліший місяць — серпень із середньою температурою 28,9 °C (84 °F). Найхолодніший місяць — січень, із середньою температурою 24,4 °C (76 °F).
| Клімат о. Гранд-Терк    | Клімат о. Гранд-Терк | Клімат о. Гранд-Терк | Клімат о. Гранд-Терк | Клімат о. Гранд-Терк | Клімат о. Гранд-Терк | Клімат о. Гранд-Терк | Клімат о. Гранд-Терк | Клімат о. Гранд-Терк | Клімат о. Гранд-Терк | Клімат о. Гранд-Терк | Клімат о. Гранд-Терк | Клімат о. Гранд-Терк | Клімат о. Гранд-Терк |
| Показник                | Січ.                 | Лют.                 | Бер.                 | Квіт.                | Трав.                | Черв.                | Лип.                 | Серп.                | Вер.                 | Жовт.                | Лист.                | Груд.                | Рік                  |
| Абсолютний максимум, °C | 29                   | 29                   | 30                   | 32                   | 31                   | 31                   | 32                   | 33                   | 32                   | 32                   | 31                   | 30                   | 33                   |
| Середній максимум, °C   | 26                   | 27                   | 27                   | 28                   | 29                   | 30                   | 30                   | 31                   | 31                   | 30                   | 28                   | 27                   | 28                   |
| Середня температура, °C | 24                   | 24                   | 25                   | 25                   | 27                   | 28                   | 28                   | 28                   | 28                   | 28                   | 26                   | 25                   | 26                   |
| Середній мінімум, °C    | 22                   | 22                   | 23                   | 23                   | 25                   | 26                   | 26                   | 26                   | 26                   | 26                   | 24                   | 23                   | 25                   |
| Абсолютний мінімум, °C  | 18                   | 16                   | 17                   | 20                   | 20                   | 20                   | 23                   | 22                   | 22                   | 21                   | 20                   | 20                   | 16                   |
| Норма опадів, мм        | 30                   | 30                   | 20                   | 30                   | 20                   | 50                   | 20                   | 40                   | 60                   | 70                   | 90                   | 80                   | 600                  |
| Днів з дощем            | 3                    | 2                    | 2                    | 3                    | 2                    | 3                    | 3                    | 3                    | 4                    | 6                    | 6                    | 6                    | 46                   |
| Вологість повітря, %    | 72                   | 73                   | 72                   | 73                   | 74                   | 76                   | 73                   | 74                   | 74                   | 75                   | 75                   | 76                   | 74                   |
| ----------------------- | -------------------- | -------------------- | -------------------- | -------------------- | -------------------- | -------------------- | -------------------- | -------------------- | -------------------- | -------------------- | -------------------- | -------------------- | -------------------- |
| Джерело: Weatherbase    |                      |                      |                      |                      |                      |                      |                      |                      |                      |                      |                      |                      |                      |